# Frank Morley
Frank Morley (Woodbridge (Suffolk), 9 de setembro de 1860 — Baltimore, 17 de outubro de 1937) foi um matemático britânico.
Foi presidente da American Mathematical Society.